# Poecilopsis propinqua
Poecilopsis propinqua là một loài bướm đêm trong họ Geometridae.